# César Civita
César Civita, nacido como Cesare Civita (4 de septiembre de 1905 — 9 de abril de 2005), era un editor y empresario italiano. Alcanzó a ser director general de Arnoldo Mondadori Editore en Italia en 1936. En 1938, emigró con su familia a Nueva York para huir las leyes raciales discriminatorias.
Se trasladó con su familia nuevamente en 1941 a Buenos Aires, donde se desempeñó como representante de Walt Disney en Argentina, fundando la Editorial Abril en aquel año. A 1960, su casa editorial produjo nueve revistas.
Su hermano Victor Civita emigró a Brasil, donde estableció la Editora Abril en São Paulo en 1949. Con el correr del tiempo se convirtió en el Grupo Abril, una de las casas editoriales más grandes de Brasil.
Más pequeño que su empresa hermana brasileña Editorial Abril, publicó nueve revistas a 1960, incluyendo Parabrisas (para entusiastas del automóvil), Corsa (automovilismo), Claudia (revista de mujeres), Adán (para hombres), Panorama (interés general) y Siete Dias Ilustrados (noticioso), así como la serie de cómic francesa Asterix, entre otras. Algunas de las figuras más reconocidas en el periodismo argentino que han trabajado para Abril en aquel tiempo incluyen al ilustrador Hugo Pratt, la fotógrafa Grete Stern, el sociólogo Gino Germani, los escritores Rodolfo Walsh, Francisco Urondo y Juan Gelman, además del poeta Miguel Ángel Bustos o el oficial naval Mario Massouh Elmir.